# 周義雄
周義雄（1943年—2015年），字玉衡，臺灣雕塑家，生於台中清水。第一屆國立藝專（今國立臺灣藝術大學）美術科雕塑組畢業。1989年以作品《舞》獲得中山文藝創作獎。清水高中傑出校友。

## 生平[2]

### 藝術學習生涯[3]
- 1956年入學省立清水中學，紀有泉老師啟蒙學習西洋畫。3年後直升清水高中，文霽老師指導水彩與素描。由吳承俊老師指導工筆人物畫、曹緯初校長指導花鳥畫。高中時代就展露繪畫天賦，曾為小說《小湖畔》設計封面及插圖而聞名全校[4]。1962年於清水高中畢業後，進入國立藝專美術科雕塑組，師承丘雲、何明績、楊英風。1973師事愛新覺羅毓鋆先生習四書五經及諸子百家，於1984起師事姚孟谷先生學習唐詩、宋詞、古器物學及石窟藝術。

### 教職經歷[3]
- 1966年由軍中退役後，擔任臺北華夏工專建築科專任講師，直至2003年至國立臺灣師範大學美術研究所兼任副教授，至2006年國立雲林科技大學創意生活設計系專任技術副教授，2009年屆齡退休後，仍在國立雲林科技大學兼任副教授，至2014年至南華大學視媒系擔任客座副教授。

### 患病與逝世[5]
- 2013 年春天確診罹癌，期間抱病完成應用數學之父〈林家翹先生像〉。經過兩年與病魔纏鬥後，於2015年2月23日下午3時26分病逝於臺大醫院，享壽72歲。

## 展覽[6]
- 1991年：周義雄雕塑展《南管樂舞系列》，台北市立美術館。
- 1994年：周義雄雕塑展《舞樂系列》，國立歷史博物館，榮獲國立歷史博物館致贈榮譽金章。
- 1999年：《南管樂舞—周義雄雕塑展》，德國柏林國家民族學博物館（今亞洲藝術博物館），典藏作品《壓腳南鼓》。
- 2005年：《周義雄—戲波》德國史坦堡玫瑰湖。
- 2008年：《戲波—周義雄雕塑展》於義大利波隆納市政府達古修皇宮大展覽廳，榮獲義大利波隆那市政府頒贈藝術貢獻獎狀。
- 2010年：「周義雄雕塑館」成立於國立雲林科技大學藝術中心。

## 得獎紀錄[7]
- 1989年作品《舞》榮獲中山文藝創作獎－雕塑類
- 1990年榮獲中華民國第一屆傑出景觀設計金廈獎
- 1994年榮獲國立歷史博物館致贈榮譽金章
- 2008年榮獲義大利波隆那市政府頒贈藝術貢獻獎狀
- 2009年榮獲國立雲林科技大學「藝術之光」獎章

## 藝術評價與紀念
- 國立臺灣師範大學藝術史研究所曾肅良教授認為：「在其作品上，創造一種純然的內在靈動，讓平和、優雅、悠然、自得的東方美學縈繞於作品，有別於西方雕塑美學，以不誇張、不激情、不高昂、不怪異的表現，彰顯對生命真相徹底體悟之心境。」[8]
- 2017年9月20日 周義雄之子周時雍為父親策劃，於南華大學舉辦雕塑回顧展。展期至12月27日。

## 出版品與著作

### 藝術研究著作[9]
- 1974 <北魏石窟寺雕塑藝術之研究>華夏學報第一期，華夏工專印行
- 1986 <北魏雲岡二十窟石佛藝術研究>美術學報第20期，中民國畫學會出版

### 藝術出版品
- 《南管舞樂—周義雄雕塑展專輯》(德文版)
- 《戲波之什—周義雄雕塑、水墨集[10]》（ ISBN 9560050708）
- 《台灣名家美術—雕塑：周義雄》

## 外部連結
周義雄藝術生命暨紀念官方網站